# Bellevalia galitensis
Espèce
Bellevalia galitensis est une espèce de plantes à fleurs de la famille des Asparagaceae endémique de la Tunisie.